# Радянське вторгнення до Польщі
Вторгнення СРСР до Польщі, чи Радянсько-польська війна 1939 року (пол. Agresja ZSRR na Polskę, рос. Польский поход Красной армии (1939), англ. Soviet invasion of Poland, 17 вересня 1939 — 6 жовтня 1939) — радянська військова операція у ході Другої світової війни, яка почалася 17 вересня 1939 року. Того ранку о 5:00, через 16 днів після нападу Нацистської Німеччини на Польщу, радянські війська без оголошення війни вторглися зі сходу і зайняли західнобілоруські та західноукраїнські землі. Операція, що тривала 20 днів, призвела до остаточної окупації Червоною армією та Вермахтом всієї території Другої Польської Республіки 6 жовтня 1939 р.
Таємним протоколом до Пакту Молотова — Ріббентропа, підписаного 23 серпня 1939 року у Москві, встановлювалося розмежування країн Східної Європи на сфери німецьких і радянських інтересів на випадок «територіально-політичної перебудови» цих країн. Німеччина визнавала інтереси СРСР у Латвії, Естонії, Східній Польщі, Фінляндії та Бессарабії. Вважається, що цим самим було порушено низку міжнародних угод, зокрема Пакт Бріана — Келлоґа і «Протокол Літвінова», Договір про ненапад між СРСР і Польщею і Конвенцію про визначення агресії. Напад і подальша анексія спричинили тяжкі наслідки: зникнення з політичної карти світу Польської держави, масові арешти, Катинський розстріл, депортації народів, значне збільшення загальної чисельності населення, яке підпадало під сталінські репресії.

## Назва
Офіційна назва в радянській історіографії  — «Визвольний похід Червоної Армії у Західну Україну й Західну Білорусь 1939 року».
Нині[коли?] офіційна історіографія Російської Федерації називає ці дії «введенням радянських військ у Західну Україну і Західну Білорусь у ході війни Німеччини з Великою Британією і Францією, що почалась».
Польські військові і політичні діячі того часу, а також сучасні історики розцінюють напад СРСР на Польщу як «удар ножем в спину, що повністю змінив становище держави».

## Передумови

### Відновлення польської держави
1795, внаслідок так званого третього поділу Польща, як незалежна держава, зникла із політичної карти Європи, а її землі опинились під владою Австрійської, Прусської та Російської корони. Більшу частину Речі Посполитої і за населенням і за територією отримала Російська імперія. Королівство Пруссія здобуло Велику Польщу, Мазовію із столицею країни Варшавою. Галичина потрапила до Австрії. Після Наполеонівських війн Російська імперія отримала значну частину Польщі із Варшавою, яка раніше входила до Австрії та Королівства Пруссія. Кордони країн Східної Європи, що були встановлені 1815 на Віденському конгресі, проіснували до початку Першої світової війни.
14 серпня 1914 російськоімперський уряд заявив про наміри об'єднати усіх поляків в кордонах Царства Польського під скіпетром російського імператора. Німецька та Австро-Угорська імперії у відповідь обмежилися загальними деклараціями про майбутнє польської держави. Впродовж бойових дій 1914—1916 рр. більшість польських земель опинилася під контролем німецької та австро-угорської держав. 5 листопада 1916 вони проголосили «незалежність» польської держави, однак без зазначення кордонів, що могло означати приєднання у майбутньому до контрольованої ними Польщі також її російської частини. Як контрзахід 12 грудня 1916 Російська імперія оголосила про намір створити «вільну Польщу» із усіх трьох частин. Це рішення підтримали Велика Британія, Франція і Сполучені Штати Америки.
Остаточне утворення нової держави під назвою Друга Річ Посполита відбулося 1918 після закінчення Першої світової війни.

### Територіальні суперечності
Східний кордон Польщі був окреслений лінією Керзона, проведеною приблизно по лінії етнічного поділу районів із польською більшістю і районів із білоруською та українською більшістю. Однак, громадська думка Польщі вимагала відновлення кордонів в межах Першої Річі Посполитої до її поділу 1772, що означало приєднання Західної України та Західної Білорусі.
1918, під час Українсько-польської війни Польща захопила територію Західноукраїнської Народної Республіки. У квітні 1920 за Варшавським договором було встановлено новий кордон із Українською Народною Республікою по річці Збруч.
18 березня 1921, представники РРФСР і УСРР, з одного боку, та Польщі — з іншого, підписали Ризький мирний договір, яким формально закінчилася Польсько-радянська війна, що анулював усі попередні домовленості і остаточно закріпив поділ українських і білоруських земель між Радянською Росією та Польщею. За умовами Ризького миру до складу Польщі увійшли українські землі: Західна Волинь, Холмщина, Підляшшя, Західне Полісся та Східна Галичина. В обмін на це Польща визнала УСРР.
2 травня 1921 у Мінську розпочала роботу змішана комісія, що мала врегулювати питання демаркації кордону, але до кінця липня польська сторона фактично саботувала її роботу. Коли сторони відновили роботу комісії, Польща зажадала відсунути кордони на схід у деяких місцях на 1—2 та навіть на 30 км. Тільки у листопаді 1922 кордон було проведено на місцевості та передано адміністративній і прикордонній владі сторін, а повністю робота прикордонної комісії завершилася у серпні 1924.
15 березня 1923 Конференція послів Антанти визнала де-факто кордони Польщі з СРСР.
Іншим складним моментом відновлення польської державності було виконання польською стороною постанов Ризького договору щодо надання культурних прав білорусам і українцям у східних районах країни. 17 грудня 1920 польський сейм ухвалив закон про наділення землею солдатів, які відзначилися в радянсько-польській війні, і до кінця 1922 у східних районах Польщі землю одержало близько 25 тисяч польських родин. Так було розпочато цілеспрямовану колонізацію та полонізацію Західної України та Білорусі, що, в свою чергу, сприяло посиленню антипольських настроїв серед місцевого населення та організацію спротиву діям польської влади.

Територіальні поступки Чехословаччини за Мюнхенською угодою
1. Судети передані Рейху в жовтні 1938
2. Чеський Тешин переданий Польщі 2 жовтня 1938
3. Територія, зайнята Угорщиною у листопаді 1938
4. Карпатська Україна зайнята Угорщиною у березні 1939
5. Решта Чехії перетворена на Протекторат Богемії і Моравії у березні 1939
6. Сателітна держава Словаччина

Після підписання Мюнхенської угоди 30 вересня 1938, Польща анексувала Заолжя (Тешинська Сілезія). Таким чином, Польща, разом із нацистською Німеччиною та Угорщиною, взяла участь у поділі Чехословаччини.
Починаючи від 1938 становище Польщі у територіальних суперечках із сусідами ускладнилось, оскільки неузгодженості були не лише на сході з СРСР, але й на заході з Німеччиною. Німецька дипломатія все активніше починала вимагати повернення міста Данциг та створення «Польського коридору». При цьому, як формальний привід для претензій до Польщі, Німеччиною використовувався «захист етнічних німців», що мешкали на території Польщі.

### Пакт Молотова— Ріббентропа
Існування Польщі нестерпне та несумісне з умовами існування Німеччини. Польща повинна зникнути — і зникне з нашою допомогою — через свою внутрішню слабкість і дії Росії… Знищення Польщі повинно стати основою політики Німеччини… Це буде досягнуто силами Росії та за допомогою Росії.
На початку 1939 провалилися переговори про створення антигітлерівської коаліції між Великою Британією, Францією, Румунією з одного боку та СРСР з іншого боку. З липня 1939 Німеччина і Радянський Союз почали зближення у «польському питанні». 3 серпня 1939 року міністр закордонних справ Третього Рейху фон Ріббентроп вперше зробив офіційну заяву, у якій був натяк на розподіл сфер впливу:
«З усіх проблем, що мають стосунок до території від Чорного до Балтійського моря, ми могли б легко домовитись»
15 серпня на зустрічі посла Німеччини в СРСР Шуленбурга з народним комісаром закордонних справ Молотовим представник радянської сторони запропонував підписати договір про ненапад, але з обов'язковим підписанням торговельної та кредитної угоди. 19 серпня економічну угоду було підписано і Молотов передав Ріббентропу проект майбутнього таємного протоколу. Бажаючи форсувати події, Гітлер особистою телеграмою просив Сталіна прийняти німецьку делегацію 22—23 серпня замість запланованого 26—27 серпня.
23 серпня 1939 у Москві народним комісаром закордонних справ СРСР Молотовим та міністром закордонних справ Німеччини фон Ріббентропом було підписано договір про ненапад. Секретним додатковим протоколом визначались сфери взаємних інтересів обох держав у Східній Європі. Другий пункт цього протоколу порушував «польське питання»:
«У випадку територіально-політичної перебудови областей, які входять до складу Польської держави, кордон сфер інтересів Німеччини і СРСР буде приблизно проходити лінією рік Нарев, Вісла і Сян. Питання, чи є у взаємних інтересах бажаним збереження незалежної Польської держави і якими будуть кордони цієї держави, може бути остаточно з'ясоване лише протягом подальшого політичного розвитку…»

## Підготовка СРСР до війни з Польщею
Підготовка СРСР до війни з Польщею розпочалася у формі прихованої військової мобілізації. 3 вересня 1939 політбюро ЦК ВКП(б) ухвалило таємно продовжити на місяць строк служби червоноармійців і молодших командирів, які підлягали демобілізації, внаслідок чого в РСЧА було затримано понад 310 тисяч осіб. 6 вересня близько 23:00-24:00 командування семи військових округів, зокрема КОВО та ХВО, отримало директиву наркома оборони про проведення прихованої мобілізації у вигляді «Великих навчальних зборів». Ухвалено призвати на навчальні збори весь приписний склад, мобілізувати автотранспорт, коней, розбронювати мобілізаційні запаси продовольства і хлібофуражу. 7 вересня в Москві Ворошилов провів нараду з командуванням Київського, Білоруського, Московського, Ленінградського, Харківського, Калінінського, Орловського округів щодо підготовки широкої наступальної операції на терен Західної України і Західної Білорусі
З 7 вересня 1939 під виглядом Великих навчальних зборів розпочався призов 2,6 млн запасників 7-ми військових округів, зокрема двох на території УРСР — КОВО і ХВО. Через десять днів після початку зборів було сформовано 98 стрілецьких, 14 кавалерійських дивізій, 27 танкових бригад і 24 артполки Резерву Головного командування. З цієї загальної кількості 41 стрілецька, 13 кавалерійських дивізій, 17 танкових бригад і 9 артполків надалі увійшли до складу Білоруського і Українського фронтів, управління яких були утворені й розгорнуті 11 вересня 1939 на базі БОВО і КОВО.
Уповноваженим членом Військової Ради КОВО був перший секретар ЦК КП(б)У Микита Хрущов, а Військову Раду БОВО очолював Михайло Ковальов, які здійснювали військово-політичне керівництво всією операцією.
8 вересня 1939 на західних кордонах СРСР, під час передислокації військ КОВО було сформовано три армійські групи: Житомирська (згодом — Шепетівська, Північна, 5-та армія) під командуванням комдива Совєтнікова, Вінницька (Волочиська, Східна, 6-а армія) на чолі з комкором Голіковим і Одеська (Кам'янець-Подільська, Південна, 12-а армія) під проводом командарма ІІ рангу Тюленєва.
9 вересня нарком оборони СРСР і начальник Генерального штабу Червоної армії видали накази № 16633 Військовій Раді БОВО і № 16634 Військовій Раді КОВО про підготовку бойових дій проти Польщі. Командуванню пропонувалося до 11 вересня забезпечити перегрупування військ, щоб «приховано зосередитися і бути готовими до рішучого наступу з метою блискавичним ударом розгромити війська супротивника, що стоять напроти». Накази передані у війська 14 вересня.
10 вересня ТАРС повідомило про частковий призов запасників Харківського, Київського особливого, Білоруського особливого, Ленінградського, Московського, Калінінського, Орловського військових округів до РСЧА «у зв'язку з німецько-польською війною».
11 вересня на базі БОВО і КОВО сформовані і розгорнуті управління Білоруського і Українського (командувач — командарм 1 рангу Тимошенко) фронтів.
14 вересня московська газета «Правда» опублікувала передову «Про внутрішні причини військової поразки Польщі», підготовлену головою Верховної Ради РРФСР Ждановим. Містилося пропагандистсько-ідеологічне пояснення «необхідності» вступу РСЧА на терен Польщі для звільнення «західноукраїнських і західнобілоруських братів».
Того ж дня радянське керівництво поінформувало Німеччину про готовність РСЧА до початку бойових дій, а також про наміри обмежитися окупацією лише українських етнічних територій.

14 вересня до військ КОВО і БОВО надійшли накази наркома оборони СРСР Ворошилова і начальника Генерального штабу Червоної армії Шапошникова № 16633 і № 16634 про підготовку бойових дій проти Польщі. У директиві № 16634 містився наказ:
До 16 вересня приховано зосередити і бути готовими до рішучого наступу з метою блискавичним ударом розгромити протиборче військо супротивника… Рішучий наступ з переходом державного кордону розпочати на світанку 17 вересня.
15 вересня у Москві Нарком внутрішніх справ СРСР Лаврентій Берія видав директиву про «Організацію роботи у західних областях України і Білорусі». До нападу було ухвалено скерувати у кожну армійську групу 50-70 працівників НКВС для тісної співпраці з військовими.
Того ж дня в Берліні фон Ріббентроп надіслав до Москви телеграму послу Шуленбургу щодо вступу частин Червної армії у східні райони Польщі. Пропонувалося послу висловити Наркому внутрішніх справ СРСР Молотову вітання німецької сторони з приводу рішення ввести війська РСЧА на терен Польщі. «Радянський уряд, — між усім іншим, говорилося в телеграмі, — таким чином, звільнить нас від необхідності знищувати залишки польської армії, переслідуючи їх аж до російського кордону». Пропонувався радянській стороні проект спільного німецько-радянського комюніке та вказувалося на неприпустимість «міфологізування» радянською стороною ідеї загрози українському і білоруському населенню з боку Німеччини.
16 вересня 1939 Військова Рада Українського фронту під керівництвом Хрущова видала директиву № А0084 — наказ радянським військам увійти на терени Польщі з тим, аби «рішуче виступити на допомогу трудящим Західної України і Західної Білорусі». Перед вторгненням Український фронт мав: 28 стрілецьких, 7 кінних дивізій, 10 танкових і 2 моторизовані бригади — близько 800 тисяч бійців і командирів; у взаємодії з військами фронту належало діяти військам НКВС — 55 тисяч бійців, близько 2 тисяч танків, 1100 бойових літаків, 4700 гармат.

## Початок бойових дій

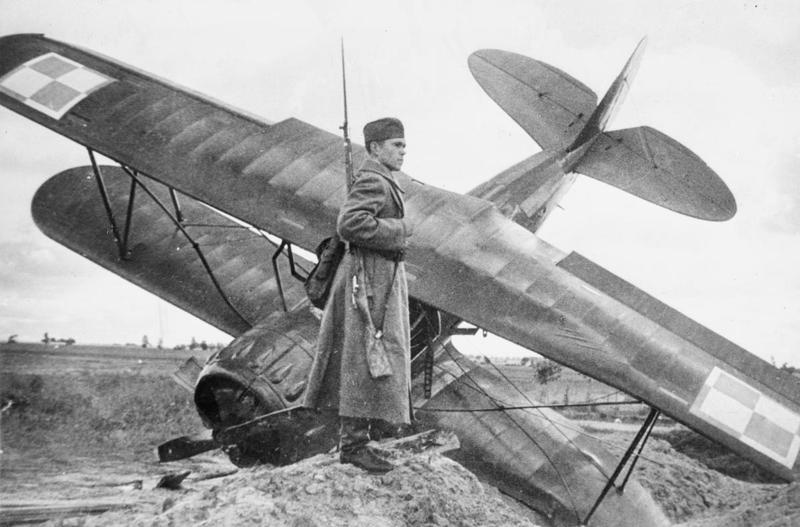
Червоноармієць охороняє польський літак PWS-26, збитий поблизу міста Рівне 18.09.39 р.

17 вересня 1939 (через 16 днів після наступу Вермахту на територію Польщі та після переходу німецькими військами річки Сян) о другій годині ночі Сталін в присутності Молотова і Ворошилова прийняв німецького посла Шуленбурга і повідомив, що Червона Армія приступає до бойових дій проти Польщі. О 3:15 ранку польському послові в Москві В. Гжибовському була вручена нота радянського уряду, у якій зазначалося, що 
«Польська держава і її уряд фактично перестали існувати. Тим самим припинили свої дії договори, укладені між СРСР і Польщею. Надана самій собі й залишена без керівництва, Польща перетворилася в зручне поле для всяких випадків і несподіванок, що можуть створити загрозу для СРСР. Тому, будучи досі нейтральним, радянський уряд не може більш нейтрально ставитися до цих фактів»
Крім того зверталась увага на беззахисне становище українського й білоруського населення. 
«Через таке положення радянський уряд віддав розпорядження Головному командуванню Червоної армії дати наказ військам перейти кордон і взяти під свій захист життя й майно населення Західної України та Західної Білорусі»
| Якщо до 23 серпня Радянський уряд, захищаючи свої інтереси від можливої загрози, вимагав на тристоронніх переговорах проходу Червоної Армії через польську територію, але отримав відмову від польського уряду, то нині відсутність такого оголошувалась достатньою підставою для здійснення цих дій. Польща уподібнювалась пустелі, що могла бути заповнена або ж силами, що загрожували СРСР, або ж Червоною Армією[19]. |
Співвідношення військових сил Польщі та СРСР на час вторгнення
|                                | Польща  | СРСР    |
| Особовий склад                 | 370 000 | 617 588 |
| Артилерійська зброя і міномети | 540     | 4 959   |
| Танки                          | 70      | 4 733   |

О 5:00 17 вересня передові та штурмові загони Червоної Армії, у складі семи армій, 1 кінно-механізованої групи, близько 615 000 осіб, 4900 гармат і мінометів, 4700 танків, 3300 літаків, перетнули кордон та розгромили польську прикордонну охорону: полки «Сарни», «Здолбунів», «Чортків» Корпусу охорони прикордоння — 12 тисяч бійців.

| В силу розпорядження Радянського уряду війська Українського і Білоруського фронтів, виконуючи наказ Головного Командування, 17 вересня перейшли кордон колишньої польської держави, щоб взяти під свій захист життя і майно населення Західної України і Західної Білорусії. Стрімким натиском частини Червоної Армії розгромили польські війська, виконавши у короткий термін свій обов'язок перед Радянською Батьківщиною. <...> У боях з польськими військами наші військові частини показали не тільки високі темпи маршу і маневреність, але вони проявили також високу доблесть, героїзм, ініціативу, безмежну відданість своїй Батьківщині і великій справі Леніна — Сталіна. Визвольний похід Червоної Армії увійде в історію нашого народу як одна з чудових сторінок [20][21]. Оригінальний текст (рос.) В силу распоряжения Советского правительства войска Украинского и Белорусского фронтов, выполняя приказ Главного Командования, 17 сентября перешли границу бывшего польского государства, чтобы взять под свою защиту жизнь и имущество населения Западной Украины и Западной Белоруссии. Стремительным натиском части Красной Армии разгромили польские войска, выполнив в короткий срок свой долг перед Советской Родиной. <…> В боях с польскими войсками наши воинские части показали не только высокие темпы марша и маневренность, но они проявили также высокую доблесть, героизм, инициативу, беззаветную преданность своей Родине и великому делу Ленина — Сталина. Освободительный поход Красной Армии войдет в историю нашего народа как одна из замечательных страниц. |
Перші години операції підтвердили дані радянської розвідки про відсутність значних угруповань польських військ, що дозволило прискорити наступальні дії. Всі основні сили польської армії на той час билися на заході проти Німеччини, а на сході були присутні лише нечисленні частини та прикордонники, які контролювали захищений Договором про ненапад між СРСР і Польщею тил.
Отримавши повідомлення про перехід Червоною Армією польського кордону, німецьке командування віддало наказ військам зупинитися на лінії Сколе — Львів — Володимир-Волинський — Брест — Білосток.
Близько 18:00 передовий загін 45-ї стрілецької дивізії РСЧА зайняв місто Рівне, роззброївши дрібні частини польської армії.
4-й кавкорпус РСЧА форсував річку Збруч, польська прикордонна сторожа кілька годин чинила спротив; увечері корпус досяг річки Стрипи; 13-й стрілецький корпус вийшов до Дністра; 5-й кавалерійський корпус досяг лінії Трибухівці — Дуліби; 25-й танковий корпус увечері після нетривалого бою зайняв Чортків.
О 16:00 17 вересня 1939 в прикордонному містечку Кути засідали уряд, президент Мосцицький і Верховний головнокомандувач маршал Ридз-Сміґли. Уряд не спромігся оголосити війну СРСР за його напад, а поспішно емігрував до Румунії. Через неоголошення урядом Польщі війни СРСР уряд Румунії не почав виконання союзницьких зобов'язань, а членів польського уряду (як і решту поляків-утікачів) — арештував та інтернував. Польські військові, полонені СРСР, не отримали статусу військовополонених і були визнані «озброєними бандитами» та таємно розстріляні в Катині.
Близько 23:40 по радіо було передано наказ Міністра оборони Польщі Ридз-Смігли: військам відступати у напрямку Румунії і Угорщини найкоротшими шляхами, не вступати у бої з червоними частинами, якщо вони не чинять спроб роззброїти польські частини. За наказом наркома оборони СРСР Ворошилова, Червона армія мала відрізати польські війська від румунського кордону, щоби не лишити полякам шансу на врятування.
В ніч з 17 на 18 вересня радянські війська захопили Тернопіль — частини і з'єднання 6-ї армії РСЧА (24-та танкова бригада разом із 136-им полком 97-ї стрілецької дивізії, 10-та танкова бригада та 5-та кавалерійська дивізія), полонили 600 польських вояків; Збараж, Коломию — 23-тя танкова бригада РСЧА, роззброїли близько 10 000 вояків трьох польських піхотних дивізій. О 7-й ранку 18 вересня 36-та танкова бригада РСЧА захопила Дубно, роззброїли частини тилу 18-ї і 26-ї польських піхотних дивізій, полонили 6000 вояків. Під вечір 18 вересня 36-та танкова бригада і розвідувальний батальйон 45-ї стрілецької дивізії РСЧА в Луцьку, захопив у полон до 9 тисяч польських військових. Впродовж 18-19 вересня — Красне, Озерну, Сокаль, Броди, Бібрку, Рогатин, Долину.
Під вечір 18 вересня кораблі Дніпровської воєнної флотилії перетнули кордони Польщі.
19 вересня частини РСЧА підійшли до Львова. Тут Червона армія зустрілась з частинами вермахту: 1-ша і 2-га гірсько-піхотні дивізії вермахту, які з 12 вересня блокували з півночі, заходу і півдня в місті 15-тисячний польський гарнізон на чолі з генералом Лянгером. Близько 2:00 зведений мотозагін 2-го кавкорпусу 24-ї танкової бригади РСЧА невдало спробував з ходу взяти місто; о 8:30 під час німецької атаки відбулася випадкова перестрілка між радянськими і німецькими військами. Внаслідок переговорів між радянським і німецьким командуванням німці відійшли з цього району. Червона армія здійснила декілька невдалих спроб захопити Львів. 21 вересня німецькі частини, за домовленістю з радянським керівництвом, зняли блокаду Львова і відійшли на захід; позиції зайняли частини 17-го стрілецького корпусу та 2-го кінного корпусу РСЧА, що отримали наказ атакувати місто 21 вересня. Радянські частини через непорозуміння обстріляли німецьку колону, що відходила з міста. Тоді ж на околиці Львова відбулася зустріч радянської і польської делегацій, поляки повідомили про намір генерала Лянгнера прибути на переговори у Винники увечері; радянське військове керівництво відклало атаку Львова до ранку 22 вересня. 22 вересня 1939 після переговорів з радянським командуванням львівський гарнізон погодився капітулювати на почесних умовах, які, втім, не було виконано: об 11:00 було підписано угоду, о 14:00 польські війська почали складати зброю, о 15:00 з'єднання 2-го кавалерійського корпусу у пішому строю разом зі танками 24-ї, 38-ї та 10-ї танкових бригад вступили у місто. Пункт 8 підписаної польською і радянською сторонами угоди гарантував офіцерам польської армії особисту свободу, недоторканість майна, право на виїзд до зарубіжних країн. При виході з міста обеззброєні колони поляків були оточені частинами Червоної армії і НКВС та відправлені на розстріл в табори смертників.

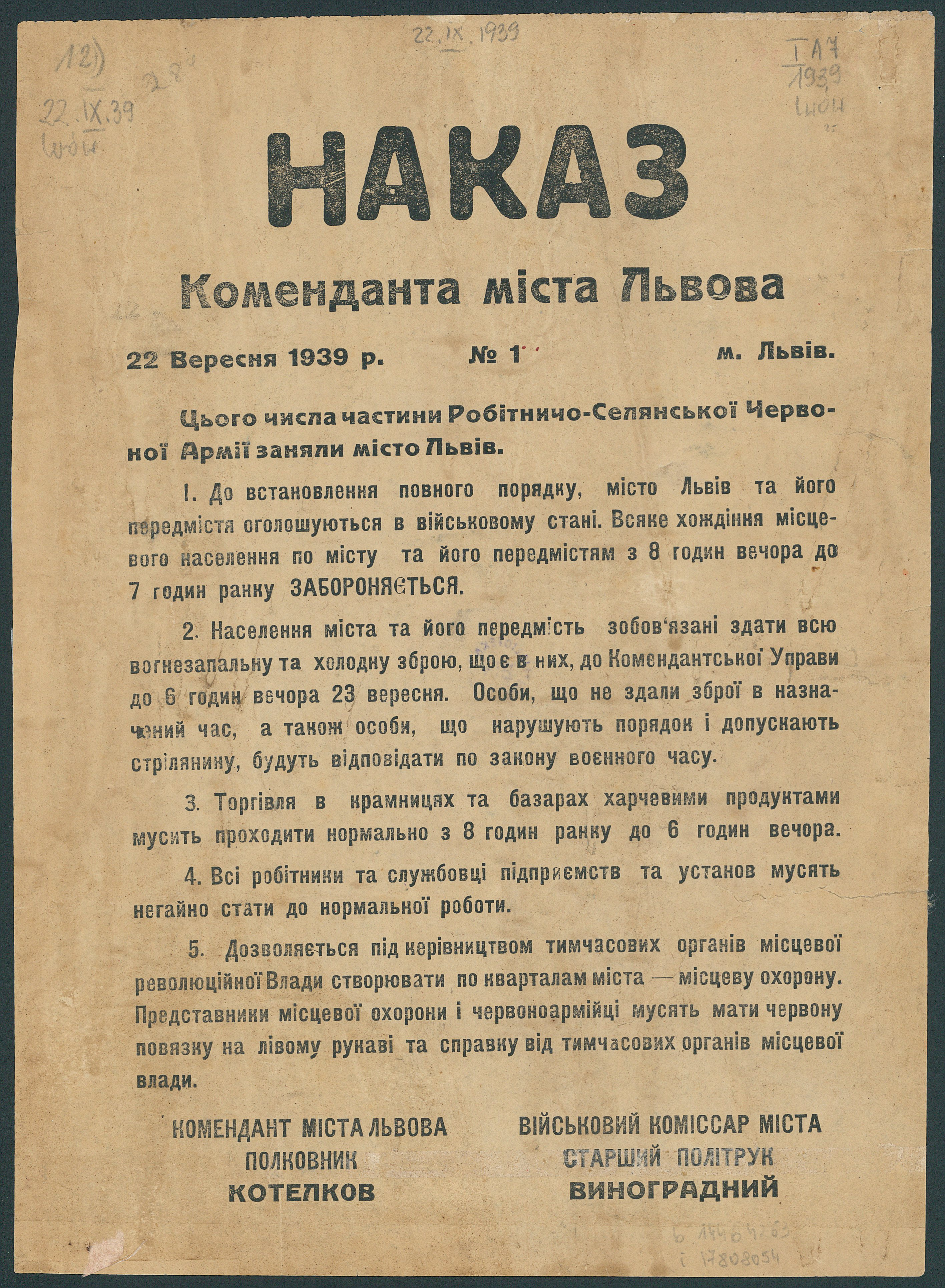
Наказ Коменданта міста Львова, 22 вересня 1939 року

Вдень 19 вересня частини 23-ї танкової бригади вступили до Станіслава, увечері до Галича, під Галичем полонених до 40 000 жовнірів.
Під Костополем сили 87-ї дивізії 15-го стрілецького корпусу РСЧА розбили 2 польські полки з артилерією, полонили 1500 польських солдатів і офіцерів. 19-21 вересня частини 60-ї стрілецької дивізії 5-ї армії вели бої з польськими військами за Сарненський укріплений район. Пізно ввечері 19 вересня 36-та танкова бригада захопила містечко Торчин, після невеликого бою з поляками вступила у Володимир-Волинський.
20 вересня Червона армія захопила Ковель; того ж дня частини німецької 10-ї танкової дивізії генерала Шааля через непорозуміння атакували кіннотників 2-го кавалерійського корпусу РСЧА; під Львовом після тижневих боїв з німцями було ліквідовано півторатисячне угруповання генерала броні Соснковського в Брюховицьких лісах. Інформація радянського командування: протягом 17-20 вересня Червона армія роззброїла 3 піхотні польські дивізії, 2 кавалерійські бригади, захопила в полон 60 тисяч солдат і офіцерів.
20—22 вересня відбувалася оборона поляками міста Гродно в Білорусі.
22 вересня з'єднання 8-го стрілецького корпусу вийшли на фронт Володимир-Волинський — Сокаль, було роззброєно до 10 тисяч польських військових. Війська 5-ї армії Українського фронту вийшли на рубіж Ковель — Володимир-Волинський — Іваничі. 24 вересня генеральний штаб РСЧА повідомляв про здобуття міст Любомль, Грубешів, Унів, Янів (20 км від Львова), Комарно, Борислав, Дрогобич, 25 вересня — Унятичів, 26 вересня — Белз, Холм, Замостя, Яворів, Самбір, Турку. Найпізніше радянська влада в рамках «визвольного походу» на теренах Галичини прийшла до Старого Самбора — 27 вересня. 28 вересня ЧА захопила Любачів, 29 вересня Лесько — тепер повітове містечко в Підкарпатському воєводстві Польщі. Того ж дня закінчився триденний бій під Шацьком — 3,5 тисячне угруповання частин Корпусу охорони прикордоння під командуванням генерала Орліка-Рюцкеманна (за польськими джерелами, частини 50-ї армії втратили близько 500 бійців та 8 танків); рештки польських сил відійшли в білоруські ліси. 30 вересня відбулися бої окремої оперативної групи «Полісся» генерала Франтішка Клеберга з РСЧА під Парчевом і Мілановом (Любельське воєводство).
На початок жовтня у військах Українського і Білоруського фронтів нараховувалося до 2 420 000 військовиків у 60 стрілецьких, 13 кавалерійських дивізіях та 18 танкових бригадах, понад 5400 гармат, 6000 танків і 3 700 літаків.
5 жовтня радянські війська розбили групу полковника Зелєнєвського, полонили 6500 польських вояків, з них 360 офіцерів.

## Порушення норм права
Ввівши на світанку 17 вересня без оголошення війни частини Червоної армії на територію Польщі, санкціонуючи бойові дії проти її армії, сталінське керівництво тим самим порушило:
- договір про мир з цією країною, підписаний 18 березня 1921 в Ризі;
- протокол від 9 лютого 1929 року про дострокове введення в силу пакту Бріана-Келлога, що забороняє використання війни як інструменту національної політики;
- конвенцію про визначення агресії 1933 р.;
- договір про ненапад між СРСР і Польщею від 25 липня 1932 року і протокол, що продовжує дію цього договору до 1945 р .;
- спільне комюніке, опубліковане польським і радянським урядами в Москві 26 листопада 1938 р в якому знову підтверджувалося, що основою мирних відносин між двома країнами є договір про ненапад 1932 р.[25]

Офіційні чинники СРСР та сучасні апологети радянщини виправдовують вторгнення СРСР в східну частину Польщі 17 вересня 1939 року тим фактом, що наче Польща як держава після агресії Третього Рейху станом на 17 вересня 1939 року перестала існувати. Однак на території східної частини Польщі, яку окупував СРСР, функціонували польські органи влади і армія. Крім того, існує ряд документів, які свідчать, що СРСР вже планував агресію проти Польщі та вів переговори з представниками Третього Рейху щодо вторгнення СРСР в Польщу ще трохи раніше до дати 17 вересня 1939 року.

## Обмін територіями з німецькими військами та спільні воєнні дії проти польських сил
20 вересня війська 12-ї армії просунулися на лінію Миколаїв-Стрий і зустрілися з німецькими військами. 21 вересня командувач Українського фронту Тимошенко надіслав директиву військам: «При зверненні німецьких представників до командування наших частин про надання допомоги для знищення польських частин або банд — командирам виділяти необхідні сили, забезпечувати спільну ліквідацію ворожих сил».
Після низки дипломатичних перемовин і відповідного остаточного узгодження демаркаційної лінії, німецькі війська почали передавати СРСР раніше захоплені ними українські та білоруські міста. 22 вересня Червоній армії було передано місто Стрий, 24 вересня — Дрогобич, передано і Самбір, який 11 вересня захопили частини 18-го армійського корпусу генерал-лейтенанта Баєра, та Яворів, захоплений 12 вересня частинами дивізії «Німеччина».
14—16 вересня у Бересті поляки відбили 7 атак армійського корпусу, яким командував ветеран першої світової, генерал Вермахту Гайнц Вільгельм Гудеріан. На цьому атаки не припинялися, але навіть за допомоги моторизованих дивізій Гудеріану не вдалося остаточно вибити поляків з Берестя. Тому урочиста передача Берестя від Вермахту до РСЧА, більш відома як спільний військовий парад Вермахту і Червоної армії, відбувалася одночасно з перебуванням у Берестейській фортеці останнього не вибитого Гудеріаном батальйону капітана Радзишевського, з єдиною уцілілою гарматою і боєзапасом до неї. Кількома днями раніше командування Війська Польського вирішило йти і Радзишевському наказали відступати. Проте комбат заявив підлеглим, що дозволяє їм відступити, а сам буде битися. Солдати вирішили залишитися зі своїм командиром. Таким чином, після отримання «недовзятого» Берестя, довершувати розпочате Вермахтом взялася Червона армія. 22 вересня 1939 батальйон Радзишевського відбив перші три атаки РСЧА. Безуспішні спроби захоплення форту тривали в наступні дні. 26 вересня Червона армія задіяла важку артилерію, а потім прислала переговірників. Вони повідомили капітану, що СРСР прийшов «допомогти полякам» і запропонували скласти зброю. На це Радзишевський відповів, що якщо росіяни не є ворогами, то повинні залишити польський форт. Але оскільки боєзапас у поляків до того часу закінчився, вночі залишки батальйону були змушені відступити. Згодом, за доносом місцевих комуністів ГУДБ НКВС вистежило і заарештувало комбата Радзишевського. Через рік його та інших полонених офіцерів перевели під Катинь, де згодом розстріляли.
22 вересня Червоній Армії було передано Кобрин, Берестя, Білосток, 25 вересня — Замостя, 26 вересня — Білґорай і Красностав, 27 вересня — Білу Підляську та Янів Підляський, 29 вересня — Перемишль, Сідлець і Луків. Надалі радянські війська вели бойові дії з окремими польськими загонами, які намагалися пробитися до кордонів Румунії та Угорщини. Ці операції Червона армія часто проводила у взаємодії з частинами вермахту. Наприклад, 26—28 вересня в районі Журавинець між Мостиськами і Медикою радянські війська (частини 17-го стрілецького корпусу і 12-ї армії) спільно з німцями розбили чотиритисячну кінну групу (5—6 кавалерійських полків) польських військ під орудою генералів Владислава Андерса та Константіна Плісовського, що намагалася перейти кордон з Угорщиною; пораненим потрапив до полону генерал Андерс. 27 вересня маршал Тимошенко доповів Сталіну і Ворошилову про розгром спільно з німцями у районі Немирова шеститисячної групи генерала Перховського.
28 вересня 1939 в «Договорі про дружбу та кордон між СРСР і Німеччиною» був переглянутий розподіл українських етнічних земель і віддано Німеччині захоплені Червоною Армією Південне Підляшшя і Холмщина. З 5 по 12 жовтня радянські війська відходили на лінію нового кордону. 16 жовтня кордон взяли під охорону війська НКВС.

## Підсумки

### Територіальні зміни

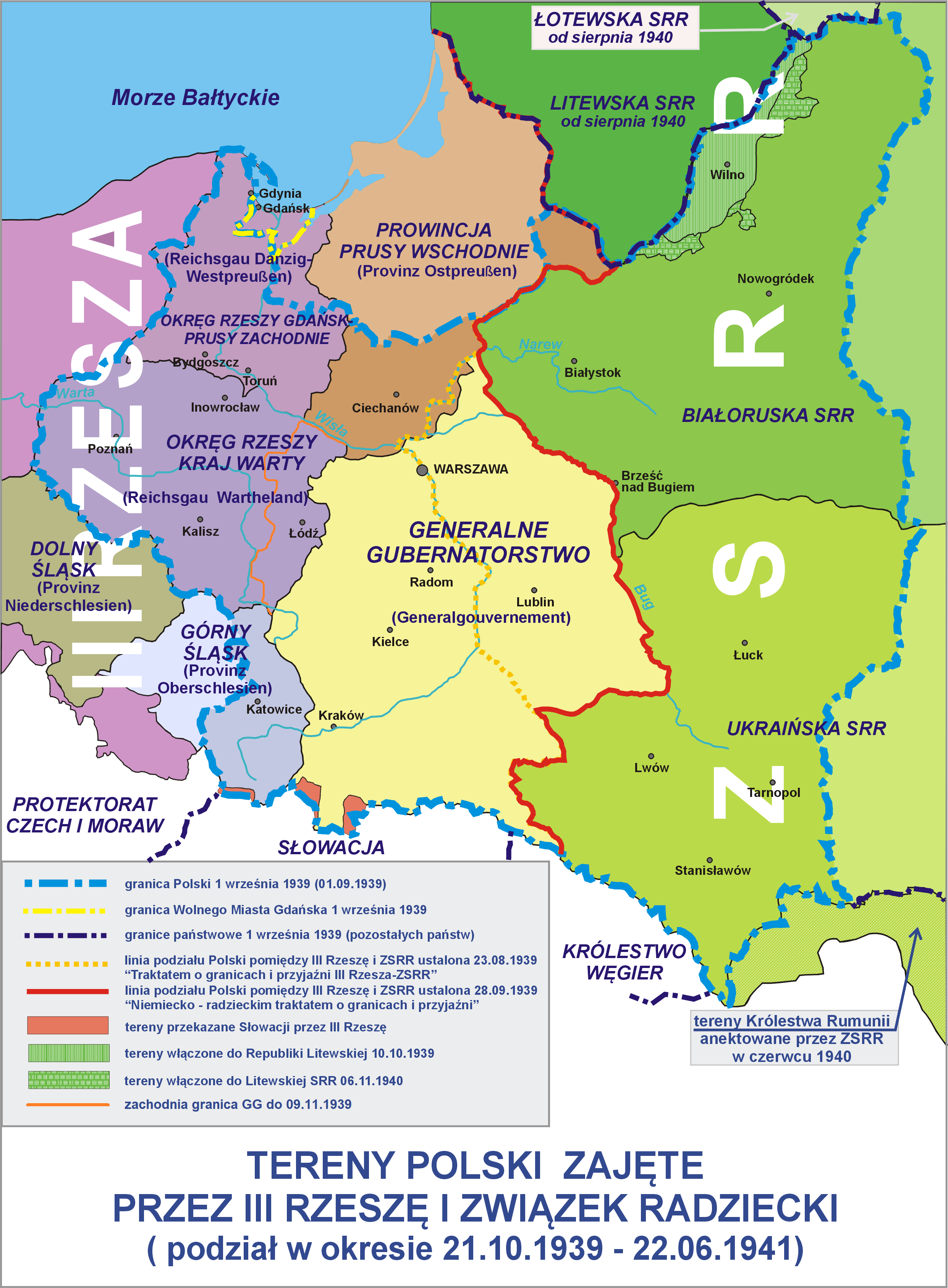
Четвертий розподіл Польщі (польською)

Результатом Польського походу було приєднання до Радянського Союзу території Західної України та Західної Білорусі. Новий кордон було закріплено радянсько-німецьким договором про кордон від 28 вересня 1939. Новий кордон переважно збігався з «лінією Керзона», що була рекомендована 1919 Паризькою мирною конференцією як східний кордон Польщі. Вона розмежовувала області компактного проживання поляків з одного боку, українців і білорусів з іншого.
Території на схід від річок Західний Буг і Сян були приєднані до Української РСР і Білоруської РСР за адміністративними межами між Волинським і Поліським воєводствами (без врахування українсько-білоруського етнічного кордону). Це збільшило територію СРСР на 196 тисяч км² (50,4 % території Польщі), а населення — на 13 мільйонів.
На позачерговій п'ятій сесії Верховної Ради СРСР 31 жовтня-2 листопада 1939 нарком Закордонних справ Молотов оцінив радянську агресію проти Польщі:
| Правлячі кола Польщі немало хизувалися «міцністю» своєї держави і «міццю» своєї армії. Однак, виявилося достатнім короткого удару по Польщі з боку спочатку німецької армії, а потім — Червоної Армії, щоб нічого не залишилося від цього потворного дітища Версальського договору. Наші відносини з Німеччиною, як я вже сказав, покращилися докорінно. Не тільки безглуздо, але й злочинно вести таку війну, як війна за «знищення гітлеризму». |

### Втрати сторін
Більша частина польських військовослужбовців, які опинилися в радянському полоні, була відразу ж звільнена. У таборах НКВС залишилося 125,4 тисячі осіб. З них в 1939—1941 роках було передано Німеччині 43 054 осіб, німці передали СРСР 13 575 осіб. Навесні 1940 органами НКВС в Катинському лісі (Смоленська область) були розстріляні 15 131 військовополонений (переважно офіцери польської армії та поліцейські).
Втрати сторін
|                 | II Польська Республіка | СРСР  |
| Загиблі         | 3 500                  | 795   |
| Зниклі безвісти | невідомо               | 59    |
| Поранені        | 20 000                 | 2 019 |
| Полонені        | 452 500                | —     |

Серед загиблих був польський письменник Тадеуш Доленга-Мостович.

### Наслідки
30 липня 1941 з підписанням Угоди Сікорського-Майського СРСР де-юре визнав західноукраїнські землі за Польщею.
23 вересня 2009 Сейм Польщі одностайно засудив агресію СРСР 1939 р., назвавши Польщу «жертвою двох тоталітаризмів: нацизму та комунізму», а розстріл польських офіцерів у Катині навесні 1940 «воєнним злочином з ознаками геноциду».
За даними Інституту національної пам'яті (Польща), після нападу СРСР на Польщу сотні тисяч людей загинули в таборах ГУЛаг. Всього — мільйон жертв репресій. Крім того, за даними істориків, Червона армія під час нападу на Польщу здійснила багато воєнних злочинів. До червня 1941 р., за оцінками дослідників, жертвою прямих радянських репресій стали близько мільйона польських громадян, які етнічно були не тільки поляками, а й євреями, білорусами, українцями та чехами.